# Domingo de Becerra
El Doctor Domingo de Becerra (Sevilla, 1537-1594?) fue presbítero y traductor español. Estuvo cautivo en Argel y fue rescatado junto con Miguel de Cervantes. Domingo de Becerra, tradujo Il Galateo del obispo, traductor y poeta florentino, Giovanni Della Casa.

## Vida
Nació en 1537 en Sevilla, pero no sabe el año de defunción, igualmente, no hay información sobre su familia y/o su educación. Francisco Aguilar Piñal (1991) asocia el nombre “Dr. Domingo Becerra” y la fecha 1596 con la Universidad de Sevilla, pero no logra aportar más información de ello. Domingo de Becerra fue un clérigo presbítero que estuvo cautivo en Argel entre 1579 y 1580. En Argel compartió cautiverio y amistad con Miguel de Cervantes, donde sufrió la hostilidad de Juan Blanco de Paz (Garcés, 2001, pp. 100). Por otra parte, se ha dicho que Becerra también fue un soldado, no obstante, no se ha corroborado esta información.
Becerra, tras ser rescatado de Argel, viaja a Roma, en donde se documenta su presencia en enero de 1583, cuando es encargado por una comunidad de monjas del Convento del Espíritu Santo de la villa de Rota. Siguiendo el apunte, en 1584 se encuentra en Roma y firma la dedicatoria de su traducción del Galateo, en la que el mismo Becerra afirma que al realizar esta traducción cumple con su deseo nacido durante su cautiverio en Argel. De tal manera con casi setenta años, Becerra vuelve a Madrid, ahora gozando de una posición mejorada y de los beneficios en diversas diócesis españolas. Pese a todo, el año 1594, marca la última cita biográfica conocida de este individuo.

## Obra
Acreditado al nombre de Domingo de Becerra, en 1585 salió a las prensas venecianas un libro titulado Tratado de M. Juan de la Casa llamado Galatheo, o tratado de costumbres. Se trata de la primera (y hasta ahora) única completa traducción de la lengua toscana al español del exitoso tratado que Giovanni della Casa había redactado 35 años antes y que se publicó póstumamente 1558.
Casi simultáneamente, según Margherita Morreale, quien en los años 60 trabajó en la copia del Galateo español, al mismo tiempo que la traducción anterior, en España se publicó una traducción-adaptación al español de la obra de Giovanni Della Casa, que estuvo a cargo de Lucas Gracián Dantisco y que se publicó con el título del Galateo español (Valencia, 1585). Esta obra recibió gran aceptación tanto en España como fuera de ella y casi eclipsó la traducción de Domingo de Becerra. Pero ambos, Becerra y Lucas Gracián Dantisco se encuentran presentes en La Galatea de Miguel de Cervantes; el primero en el “Canto de Calíope” y el segundo en los paratextos.  
Uno de los más grandes admiradores de Domingo de Becerra, sería Miguel de Cervantes de Saavedra, quien le incluye entre los cien ingenios del “Canto de Calíope”:
| No se desdeña aquel varón prudente, que de ciencias adorna y enriquece su limpio pecho, de mirar la fuente que en nuestro monte en sabias aguas crece; antes, en la sin par, clara corriente tanto la senda mitiga, que florece por ello el claro nombre acá en la tierra del gran doctor Domingo de Becerra (575). (En la edición de La Galatea (2006) de López Estrada.) |

## Publicaciones
Becerra, Domingo de. Galateo o tratado de costumbres. Venecia, 1585.